# Virtus Juventusque
La Virtus Juventusque era una società polisportiva di Livorno, fondata nel gennaio 1905; la sezione calcistica si fuse nel 1915 con la sezione calcistica della  SPES Livorno nell'Unione Sportiva Livorno.

## La polisportiva
Su La Gazzetta Livornese del 15 marzo 1905 appare il gruppo dirigente della società: il presidente era Umberto Odett Santini, il vicepresidente Pietro Trabucco, il provveditore Giovanni Garibaldi, il cassiere Mario Del Chiappa, il segretario Aldo Moroni, mentre furono eletti consiglieri Guido Garibaldi, Luigi Schenone, Puccio Pucci ed Orlando Spagnoli. Sempre sul foglio quotidiano livornese del pomeriggio il 18 maggio appare l'organigramma della polisportiva con "capi e sottocapi":
- calcio: Trabucco e Schiaffino;+
- ciclismo: Montanari e Carmichael;
- podismo Del Chiappa Mauro e Heusch
- scherma: Galliano e Caldelli;
- nuoto: Capanna Giulio e Guglielmo;
- Alpinismo: Spagnoli;
- law tennis: Del Chiappa Mauro e Giuseppe;
- ginnastica: Schenone, Pettinelli Amerigo e Orazio, Ferrante.

## Storia della sezione ciclismo
La sezione ciclistica della Virtus Juventusque fu fino al 1915 una delle società più attive nel vivace panorama ciclistico livornese. I ciclisti della Virtus si dedicarono soprattutto ad attività ciclo-turistiche partecipando ai raduni ciclistici che venivano organizzati in Toscana e Liguria vincendo spesso i premi messi in palio che solitamente riguardavano il maggior numero di partecipanti, la presenza di una fanfara ciclistica e l'eleganza. Nell'agosto 1906 la Virtus organizzò assieme alla società Libertas Fenzi un raduno ciclomotoristico in occasione del terzo centenario della proclamazione di Livorno città.  La società organizzò anche un campionato sociale di ciclismo su strada. L'ultimo di cui si ha notizia si svolse sul percorso Livorno- Cecina - Livorno il 20 giugno 1911 e fu vinto da Annibale Mibelli.

## Storia della sezione calcistica
Già in precedenza il calcio veniva praticato a Livorno dagli inglesi, ed uno di essi, Carmichael Montgomery, figlio del viceconsole britannico a Livorno, nel settembre 1904 creò una squadra di calcio che giocava in Piazza Magenta.
La nuova squadra disputò la sua prima partita ufficiale il 20 giugno del 1905 a Villa Fabbricotti, contro una rappresentativa della Marina inglese al comando di S.A.R., il principe di Battemberg. All'incontro assistettero 1500 spettatori, tutte le massime autorità cittadine. La sfida venne vinta dagli inglesi per 11-1.
L'inizio dell'attività ufficiale coincise con l'adozione delle nuove maglie a strisce verticali biancazzurre. Il campo di gioco era il poligono di tiro della Bastia.
Nel 1906 la Virtus Juventusque prese parte al campionato di Seconda Categoria (il secondo livello calcistico dell'epoca, al quale partecipavano anche le squadre riserve delle squadre di Prima Categoria), non riuscendo però a superare la fase eliminatoria (era stata inserita nel girone ligure-toscano). Nello stesso anno, la Virtus prese parte al campionato livornese di calcio, vincendolo battendo in finale il Frangar non flectar per 4-0, il 21 ottobre. Sempre nel 1906, la Virtus Juventusque giocò pure una serie di partite contro gli equipaggi delle navi inglesi che erano attraccate al porto di Livorno per motivi di lavoro, vincendole tutte senza subire reti (la prima per 6-0, la seconda per 3-0, la terza e la quarta per 1-0). L'anno successivo, la squadra livornese raggiunse le finali di Seconda Categoria, ma già dopo la prima sconfitta contro la Pro Vercelli, decise di ritirarsi.
Nel 1910 la formazione bianco-blu partecipò al girone livornese di Terza Categoria, perdendo l'accesso alla fase finale regionale contro i concittadini della SPES.
Nel 1912 la FIGC decise di ammettere al campionato di Prima Categoria (Serie A) anche le squadre del Centro-Sud: la Virtus Juventusque vi prese parte, vincendo il girone toscano, venendo però eliminata in semifinale dalla Lazio, per 3-1 all'andata e per 3-0 al ritorno.
Nella stagione successiva la squadra livornese non riuscì a ripetersi, chiudendo il girone regionale al terzo posto dietro ai "cugini" della Spes Livorno ed al Firenze Foot-Ball Club.
Il campionato 1914-15 fu l'ultimo disputato dalla Virtus: infatti, prima del termine, la Virtus e la Spes si fusero in una squadra, l'Unione Sportiva Livorno, che, subito dopo la fine della guerra, sfiorerà lo scudetto, perdendo la finalissima nazionale contro l'Inter per 3-2.